# Albano di Lucania
Albano di Lucania ist eine süditalienische Gemeinde (comune) mit 1309 Einwohnern (Stand 31. Dezember 2023) in der Provinz Potenza in der Basilikata. Die Gemeinde liegt etwa 20,5 Kilometer ostsüdöstlich von Potenza und grenzt unmittelbar an die Provinz Matera.

## Verkehr
Am südlichen Rand der Gemeinde und am Basento entlang führt die Strada Statale 407 Basentana (zugleich E 847) von Potenza nach Metaponto.